# Rio nell'Elba
Rio nell'Elba è un municipio del comune italiano di Rio, nella provincia di Livorno, in Toscana. Pur non essendo la sede comunale, a Rio nell'Elba si svolgono le riunioni del consiglio comunale.
È stato un comune dell'isola d'Elba fino al 31 dicembre 2017. Il municipio, così come il disciolto comune, comprende, oltre al capoluogo, anche le frazioni di Bagnaia, Nisportino e Nisporto, per una popolazione totale di 1 091 abitanti.

## Storia
(Paolo Giovio, Delle historie del suo tempo, 1552)

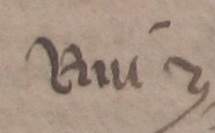
[Comune] Rivi in un documento del 1260

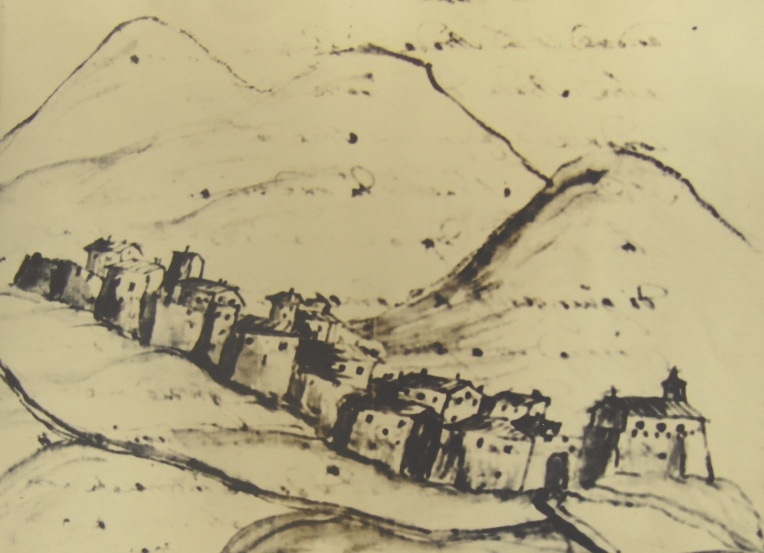
Rio in un disegno di Antonio Sarri (1728-1732)

Il toponimo deriva dal latino rivus («torrente») per il copioso corso d'acqua che scorre nei pressi dell'abitato e che, sino al XIX secolo, azionava numerosi mulini idraulici. Una fantasiosa tradizione letteraria del XVIII secolo afferma che «…fu posto il nome di Sirio a questa terra da' suoi antichi abitatori per essere a Levante, et esposta al reverbero del sole nelle montagne contigue, che formandosi in quel luogo un estivo calore che pare il molestoso segno della canicola».
Documentato dal 1260 come Comune Rivi, il paese sorse nel distretto minerario dell'Elba orientale, alle falde del Monte Capannello, e ne fu parte integrante insieme al vicino villaggio minerario di Grassera.
Nel 1361 la chiesa di San Giacomo Apostolo di Rio venne ricordata nelle Possessiones Hospitalis Sancti Iacopi de Rio Ylbe per quanto riguarda i possedimenti del suo stesso Spedale nei territori di Cruce e Grassera, assieme all'inventario degli oggetti sacri e paramenti in essa contenuti. Lo Spedale di San Giacomo di Rio dipendeva, durante il XIV secolo, dall'Ospedale Santa Chiara di Pisa.
Intorno al 1454 il paese fu visitato dal giovanissimo Pietro Cirneo, impiegato nel trasporto del ferro dalle miniere all'imbarco di Rio Marina, che descrisse Rio come un paese non fortificato («…Arigum oppidum non muratum…»). Rio subì un violento assalto notturno nel 1534 ad opera di Khayr al-Din Barbarossa, in cui fu distrutta Grassera. Il paese fu nuovamente devastato nel 1553 e 1555 da parte di Dragut. Particolare importanza rivestono gli Statuta Rivi (ossia Statuti di Rio), che regolamentarono la vita sociale del paese a partire dal XVI secolo.
Il borgo è contraddistinto da un tipico impianto urbanistico medievale, con stretti e tortuosi vicoli che sfociano in piccole e caratteristiche piazzette.
Degna di nota è la cosiddetta Fontana di Barabba, composta da due elementi in marmo di Carrara (un mascherone barbuto e una vaschetta in stile longobardo) realizzati a Pietrasanta nei primi anni Settanta del XX secolo su progetto del Comune di Rio; la denominazione deriva da Barabba, soprannome del muratore che la installò.

Territorio dell'ex comune di Rio nell'Elba all'interno della provincia di Livorno

Una drammatica testimonianza degli assalti di Dragut è data da una supplica (1556) della popolazione di Rio al granduca Cosimo I de' Medici: «Supplicano a Vostra Eccellentia li homini e comunità di Rio come servi fedeli e quella si degni averli per raccomandati e voltarli el benigno ochio della sua innata clementia. Desiderano tutti viver sicuri dalle furie di questi infedeli, li quali ci hanno condutti hormai a tante miserie e povertà che poco manca non ci morremo di fame. Ci hanno ruinato la nostra chiesa, qual era un poco di refugio in una furia di corsali, qual desideriamo rassettare e fare il precinto delle mura alla terra. (…) Essendo le nostre forze debole, ricorriamo a Vostra Eccellentia e la preghiamo per l'amor di Dio si voglia degnare porgerci el suo aiuto, che stando così non siamo sicuri un'ora e stiamo tuttavia in pericolo noi è nostri figlioli di andare in mano d'infedeli, come molte volte è seguito; per noi non è altro che il divino aiuto, siamo abandonati da ogni humano (…) si degni mostrarci quella pietà che è solita mostrare a tutti li bisognosi, che altrimenti temano per cosa certa una notte a l'improvvisa saremo tutti preda della rabbia turchesca, tanto inimica a questa nostra infelice patria.»
Il 1º gennaio 2018 si è fuso con il comune di Rio Marina dando origine al comune di Rio.

### Simboli
Lo stemma era uno scudo a cartoccio con una spessa cornice in oro; di rosso, al monte ristretto di tre cime all'italiana, unite, d'argento, quella centrale più alta con i declivi parzialmente coperti dalle laterali, detto monte sormontato da due picconi dello stesso, moventi dai lati, uno in sbarra e uno in banda. 
I monti e gli arnesi da minatori simboleggiano l'escavazione del ferro, importante attività locale.
Lo stemma era sormontato da una corona a cinque fioroni e con incastonate tre pietre rosse brillanti e due pietre bianche. Così pure nella circonferenza base erano incastonate cinque pietre rosse e l'incavo appariva ricamato in seta rosso rubino.
Il gonfalone era un drappo di rosso.

## Monumenti e luoghi d'interesse

### Architetture religiose
- Chiesa patronale di San Giacomo Apostolo
- Chiesa del Patreterno e della Santissima Trinità
- Eremo di Santa Caterina d'Alessandria

### Aree naturali
- Orto dei Semplici Elbano

#### L'acqua di Rio

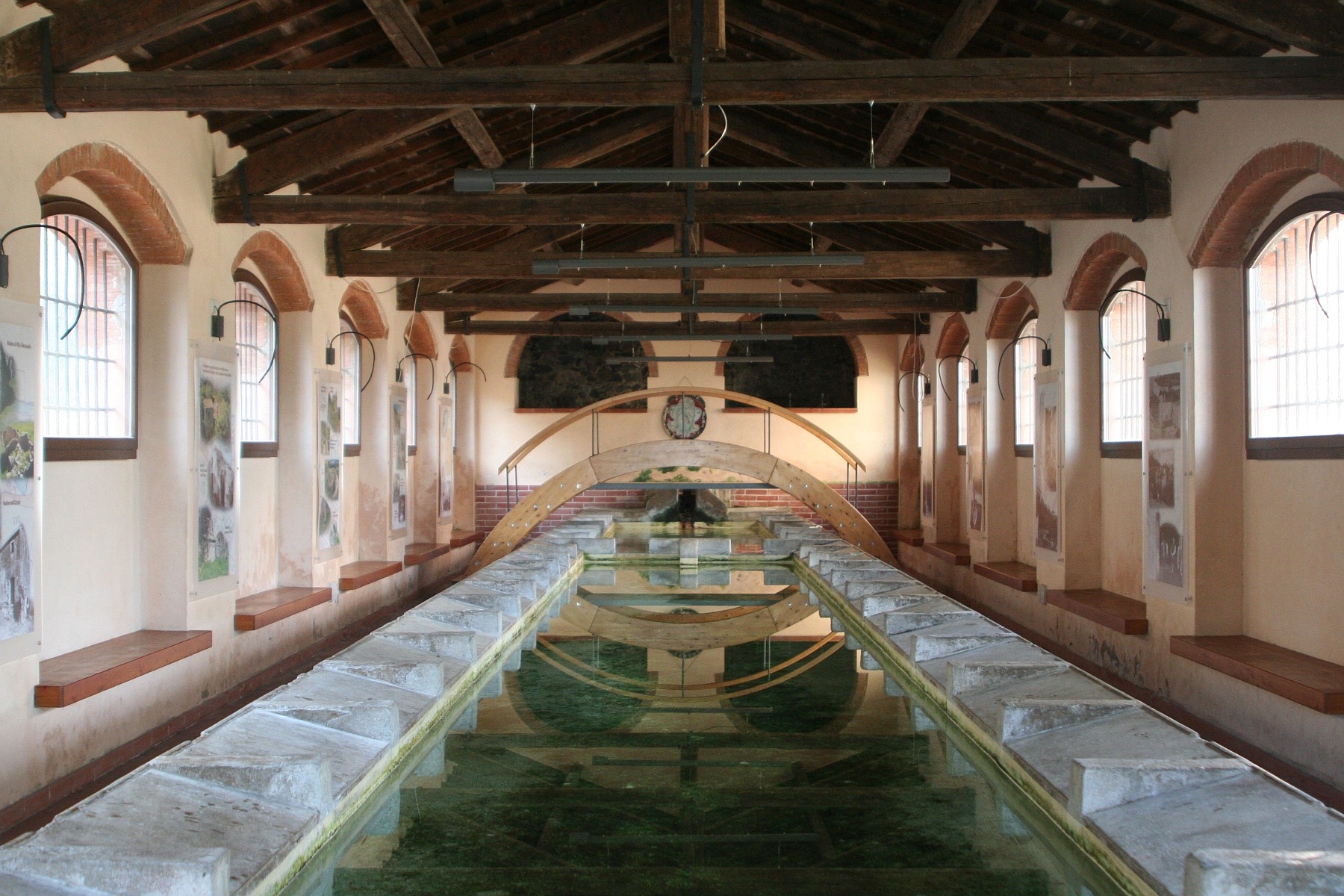
L'antico lavatoio di Rio

Nel 1762 Alberto Giuseppe Buzzegoli scrisse un trattato sull'acqua marziale che scaturiva nei pressi di Rio, caratterizzata da solfati di ferro e di alluminio.
Quest'acqua comunque era già famosa, se di essa così scrisse il Sansovino:
(Francesco Sansovino, Della origine de' cavalieri, 1570)

## Società

### Evoluzione demografica
Abitanti censiti

### Etnie e minoranze straniere
Secondo i dati ISTAT al 31 dicembre 2016 la popolazione di Rio nell'Elba era per circa l'88,96% di cittadinanza italiana. La popolazione straniera residente ammontava a 122 persone, l'11,04% della popolazione. Le nazionalità maggiormente rappresentate in base alla loro percentuale sul totale della popolazione residente erano:
1. Moldavia, 22 – 1,99%
2. Germania, 15 – 1,36%
3. Romania, 14 – 1,27%
4. Tunisia, 12 – 1,09%
5. Ucraina, 11 – 1,00%

## Amministrazione
Quello che segue è l'elenco degli amministratori del comune di Rio nell'Elba fino al 2018, anno dell'istituzione del comune di Rio.
| Periodo         | Periodo          | Primo cittadino        | Partito                                            | Carica                    | Note |
| --------------- | ---------------- | ---------------------- | -------------------------------------------------- | ------------------------- | ---- |
| 23 aprile 1995  | 13 giugno 1999   | Giuseppe Coluccia      | centro-sinistra                                    | Sindaco                   |      |
| 13 giugno 1999  | 8 maggio 2009    | Catalina Schezzini     | lista civica                                       | Sindaco                   |      |
| 29 maggio 2009  | 6 giugno 2009    | Paolo D'Attilio        | -                                                  | commissario straordinario |      |
| 7 giugno 2009   | 25 maggio 2014   | Danilo Alessi          | lista civica                                       | Sindaco                   |      |
| 25 maggio 2014  | 25 ottobre 2017  | Claudio De Santi       | lista civica di centro-destra Noi per Rio Castello | Sindaco                   |      |
| 25 ottobre 2017 | 31 dicembre 2018 | Salvatore Parascandola | -                                                  | commissario straordinario |      |